# Wawrzyniec Bruniany
Wawrzyniec Bruniany – polski „Sprawiedliwy wśród Narodów Świata”.

## Życiorys
Przed 1939 roku wraz z żoną i dwójką dzieci mieszkał w Nadwórnej (województwo stanisławowskie). W trakcie II wojny światowej, po wkroczeniu Sowietów, pracował w cegielni, gdzie poznał Żyda - Józefa Kleinmana, który był jego przełożonym. Kiedy rodziny Brunianego i Kleinmana były zagrożone deportacją w głąb ZSRS, ten drugi przekupił funkcjonariusza NKWD i uchronił obydwie rodziny przed wywózką. Po wkroczeniu Niemców do Galicji Wschodniej Wawrzyniec Bruniany dostarczał do miejscowego getta żywność i gazety, a następnie udzielił schronienia żydowskiemu przyjacielowi, który prędzej uratował go od wywózki. Jak wspominał po latach ocalony Józef Kleinman: „Kiedy przyszedłem do niego, przyniosłem wszystko, co miałem ze sobą. Nigdy niczego nie wziął, raz na święta poprosił mnie o pożyczenie płaszcza na mszę. Powiedziałem mu, że może go wziąć jako prezent, ale odmówił”.
19 lutego 1976 roku Instytut Jad Waszem uhonorował Wawrzyńca Brunianego medalem „Sprawiedliwy wśród Narodów Świata”.